# Вулиагмени (Аттика)
Вулиагме́ни (греч. Βουλιαγμένη) — приморский малый город в Греции, южный пригород Афин. Бальнеологический и климатический курорт. Расположен в Аттике, на побережье залива Сароникоса Эгейского моря, на высоте 20 метров над уровнем моря у подножия Имитоса, в 19 километрах к юго-востоку от центра Афины, площади Омониас, в 3 километрах к югу от Вулы и в 20 километрах к юго-западу от международного аэропорта «Элефтериос Венизелос». Входит в общину (дим) Вари-Вула-Вулиагмени в периферийной единице Восточной Аттике в периферии Аттике. Население 4180 жителей по переписи 2011 года. Площадь 5,805 квадратного километра.
Через город проходит проспект Посидонос (национальная дорога 91 Афины — Сунион).
Город создан в 1920 году. Назван по одноимённому озеру, название которого происходит от βουλιαγμένος «затонувший» от βουλιάζω «тонуть, идти ко дну; погружаться» и -γμένος — окончания страдательного причастия. Озеро образовалось после обрушения свода большой подземной пещеры.
В 1935 году (ΦΕΚ 21Α) создано сообщество Вулиагмени.

## Курорт
В Вулиагмени средиземноморский климат, с сухим жарким летом и дождливой зимой. Средняя температура января около 9 °C, июля — около 27 °C. В Вулиагмени находится термальные (температура около 25 °С) радоновые хлоридные натриевые воды минеральных источников, используемые главным образом для ванн при заболеваниях органов движения и опоры, периферических нервов, гинекологических болезнях. В окрестностях курорта находится минеральное озеро Вулиагмени.
К северу и югу от Вулиагмени расположена зона отдыха и морских купаний, известная как Афинская Ривьера или берег Аполлона (англ. Apollo Coast), протянувшаяся на 70 километров от Афин до мыса Сунион на южной оконечности полуострова Аттика с центрами в Палеон-Фалироне, Алимосе, Глифаде, Вуле и Кавури (греч. Καβούρι).
В Вулиагмени широкий песчаный пляж, окружённый сосновым лесом.
В конце XIX века территория Вулиагмени принадлежала монастырю Петракис. Монастырь начал строить курорт у озера. Позднее появились кафе и рестораны. В 1929 году была создана Греческая национальная туристическая организация. Предприниматели заинтересовались строительством гостиниц и центров летнего отдыха. С началом Второй мировой войны развитие курорта приостановилось. Строительство курортного комплекса в Вулиагмени было начато в 1958 году. В 1959 году комплекс Astir beach был открыт. В 1970-е годы курорт был популярным местом отдыха. Курорт посетили мировые знаменитости, среди них: Брижит Бардо, Леди Гага, Тони Кёртис, Шон Коннери, Энтони Куинн Рудольф Нуреев, Палома Пикассо, Роналдиньо, Телли Савалас, Фрэнк Синатра, Сорайя, Джон Уэйн, мировые политики, среди них: саудовский король Абдул-Азиз ибн Абдуррахман Аль Сауд, Михаил Горбачёв, Джимми Картер, Нельсон Мандела, Франсуа Миттеран, Ричард Никсон, Гельмут Шмидт, президент Египта Анвар Садат, греческие знаменитости, среди них Мелина Меркури, Яннис Лацис, Аристотель Онассис с женой Джеки Кеннеди, и греческие политики, среди них: Константинос Караманлис, Андреас Папандреу.

## Спорт
В 1937 году основан клуб водных видов спорта NC Vouliagmeni.

## Население
| Год  | Население, человек |
| ---- | ------------------ |
| 1920 | 59                 |
| 1928 | 151                |
| 1940 | 694                |
| 1951 | 1674               |
| 1961 | 1621               |
| 1971 | 1469               |
| 1981 | 2743               |
| 1991 | 3439               |
| 2001 | 5778               |
| 2011 | ↘ 4180             |